# Hotbird 13E
O Hotbird 13E (anteriormente conhecido como Hotbird 7A, Eurobird 9A e Eutelsat 9A) é um satélite de comunicação geoestacionário europeu construído pela Alcatel Alenia Space que está localizado na posição orbital de 13 graus de longitude leste e é operado pela Eutelsat. O satélite foi baseado na plataforma Spacebus-3000B3 e sua expectativa de vida útil é de 15 anos.

## História
O satélite Hotbird 7A foi o substituto do Hotbird 7, lançado a bordo de um foguete Ariane 5 ECA ECA em 2002, que teve problemas durante a operação de lançamento e destruiu o satélite que ia substituir o Hotbird 3 na posição orbital de 13 graus de longitude de leste. O Hotbird 7A substitui o Hotbird 1 na posição orbital de 13 graus de longitude leste. Os outros 20 transponders ficaram disponíveis para aumentar o potencial de back-up e capacidade de substituição para os satélites Hotbird 2, 3 e 4.
Até dezembro de 2008, o satélite era chamado de Hotbird 7A e estava na posição orbital de 13 graus leste, quando foi deslocado para a posição orbital de 9 graus leste e foi renomeado para Eurobird 9A, mas em 1 de março de 2012 a Eutelsat adotou uma nova designação para sua frota de satélites, todos os satélites do grupo assumiram o nome Eutelsat associada à sua posição orbital e uma letra que indica a ordem de chegada nessa posição, então o satélite recebeu o nome de Eutelsat 9A. Em 2016 foi renomeado para Eutelsat Hot Bird 13E.

## Lançamento
O satélite foi lançado ao espaço com sucesso no dia 11 de março de 2006, às 22:32 UTC, por meio de um veículo Ariane 5 ECA ,a partir do Centro Espacial de Kourou, na Guiana Francesa, juntamente com o satélite Spainsat.  Ele tinha uma massa de lançamento de 4.100 kg.

## Capacidade e cobertura
O Hotbird 13E está equipado com 38 transponders de banda Ku para fornecer serviços de vídeo e internet para a Europa.